# Kaczmary (rejon żółkiewski)
Kaczmary (ukr. Качмарі) – wieś na Ukrainie w rejonie lwowskim (wcześniej w rejonie żółkiewskim) obwodu lwowskiego.

## Historia
Pod koniec XIX w. część wsi Kunin w powiecie żółkiewskim.